# Adligenswil
Adligenswil (gsw. Adligeswil, Adligeschwil, Adlige) – miejscowość i gmina w środkowej Szwajcarii, w kantonie Lucerna, w okręgu Luzern-Land.

## Demografia
W Adligenswil mieszkają 5 442 osoby. W 2021 roku 11,6% populacji gminy stanowiły osoby urodzone poza Szwajcarią. 